# تيم أوبراين
تيم أوبراين (بالإنجليزية: Tim O'Brien) هو سياسي أمريكي، ولد في 13 يونيو 1968. حزبياً، نشط في الحزب الديمقراطي. وقد انتخب عضو مجلس نواب كونيتيكت.